# Matthew Murray (hockey sur glace, 1994)
Pour les articles homonymes, voir Matthew Murray et Murray.
Matthew Murray (né le 25 mai 1994 à Thunder Bay, dans la province de l'Ontario, au Canada) est un joueur professionnel canadien de hockey sur glace qui joue au poste de gardien de but.
Il a remporté deux coupes Stanley en 2016 et 2017 avec les Penguins de Pittsburgh, devenant le premier gardien dans l'histoire de la LNH à remporter deux fois la coupe en tant que recrue. 

## Biographie

### Ligues juniors
Murray commence sa carrière en jouant pour les Kings bantam de Thunder Bay, sa ville natale, en 2007-2008. En 2010, il est choisi lors du repêchage de la Ligue de hockey de l'Ontario par les Greyhounds de Sault-Sainte-Marie, au deuxième tour, le 35e joueur au total.
Murray rejoint ainsi les rangs de la LHO pour la saison 2010-2011 et fait également ses premiers pas sous le maillot de l'équipe du Canada moins de 17 ans. Il remporte alors la médaille d'or. Matt Murray joue au cours des saisons suivantes toujours pour les Greyhounds mais en 2012, il participe au repêchage d'entrée dans la Ligue nationale de hockey de 2012. Il est choisi par les Penguins de Pittsburgh au troisième tour, le 83e jour au total.  

### Ligue américaine de hockey
Au cours de la saison 2013-2014, il joue son premier match dans la Ligue américaine de hockey avec les Penguins de Wilkes-Barre/Scranton, équipe affiliée à celle de Pittsburgh. En septembre 2014, les Penguins signent un contrat de trois ans avec le gardien de but junior. Quelques jours plus tard, il est affilié à l’équipe de Wilkes-Barre/Scranton avec qui il passe toute la saison 2014-2015. 
Le 15 mars 2015, il décroche un record dans la LAH en réalisant quatre blanchissages consécutifs. Il accorde finalement un but après 304 minutes et 11 secondes d'invincibilités et dépasse le record détenu par Barry Brust depuis 2012. Le 22 mars, il compte son onzième blanchissage de la saison, dépassant un record détenu par Gordie Bell depuis la saison 1942-1943. À la fin de la saison régulière, Murray est mis en avant pour sa très bonne saison dans la LAH en recevant plusieurs honneurs : le trophée Dudley-« Red »-Garrett du meilleur joueur recrue,, le trophée Aldege-« Baz »-Bastien du meilleur gardien et le trophée Harry-« Hap »-Holmes avec Jeff Zatkoff en tant que gardiens de l'équipe ayant encaissé le moins de buts. Il est en plus sélectionné dans les premières équipes d'étoiles de la LAH des joueurs recrues et de l'ensemble des joueurs. Les Penguins éliminent leur adversaire au premier tour des séries 2015 de la Coupe Calder en 3 matchs sans réponse mais perdent au deuxième tour 4 matchs à 1 contre les Monarchs de Manchester, meilleure formation de la saison régulière.

### Ligue nationale de hockey
Il joue son premier match en LNH au cours de la saison suivante 2015-2016. Rappelé le 15 décembre, il joue le 19 décembre contre les Hurricanes de la Caroline et le match se solde par une défaite 1 à 2 ,. Il est à nouveau appelé le 21 février 2016  et jouera neuf matchs pour terminer la saison régulière. 
Le 19 avril 2016, à la suite de la blessure du gardien titulaire Marc-André Fleury, Matt Murray effectue son premier départ en série éliminatoire. Il ne laissera passer qu'un unique but, permettant la victoire des Penguins 3 à 1 contre les Rangers de New York . Deux jours plus tard, il enregistre son premier blanchissage en série dans une victoire 5 à 0 contre les Rangers .
Murray reste donc en place comme premier gardien tout au long des séries, remplaçant Jeff Zatkoff. Il est brièvement sur le banc lors du retour de blessure de Marc-André Fleury le temps d'un match, mais l'entraineur Mike Sullivan décide de le refaire partir dès le match suivant. Il jouera tous les matchs suivants (sauf un) et l'entièreté de la finale contre les Sharks de San José . Il devient le sixième gardien de but recrue à jouer en finale de coupe Stanley depuis 1976  et remporte celle-ci à la fin des séries. 

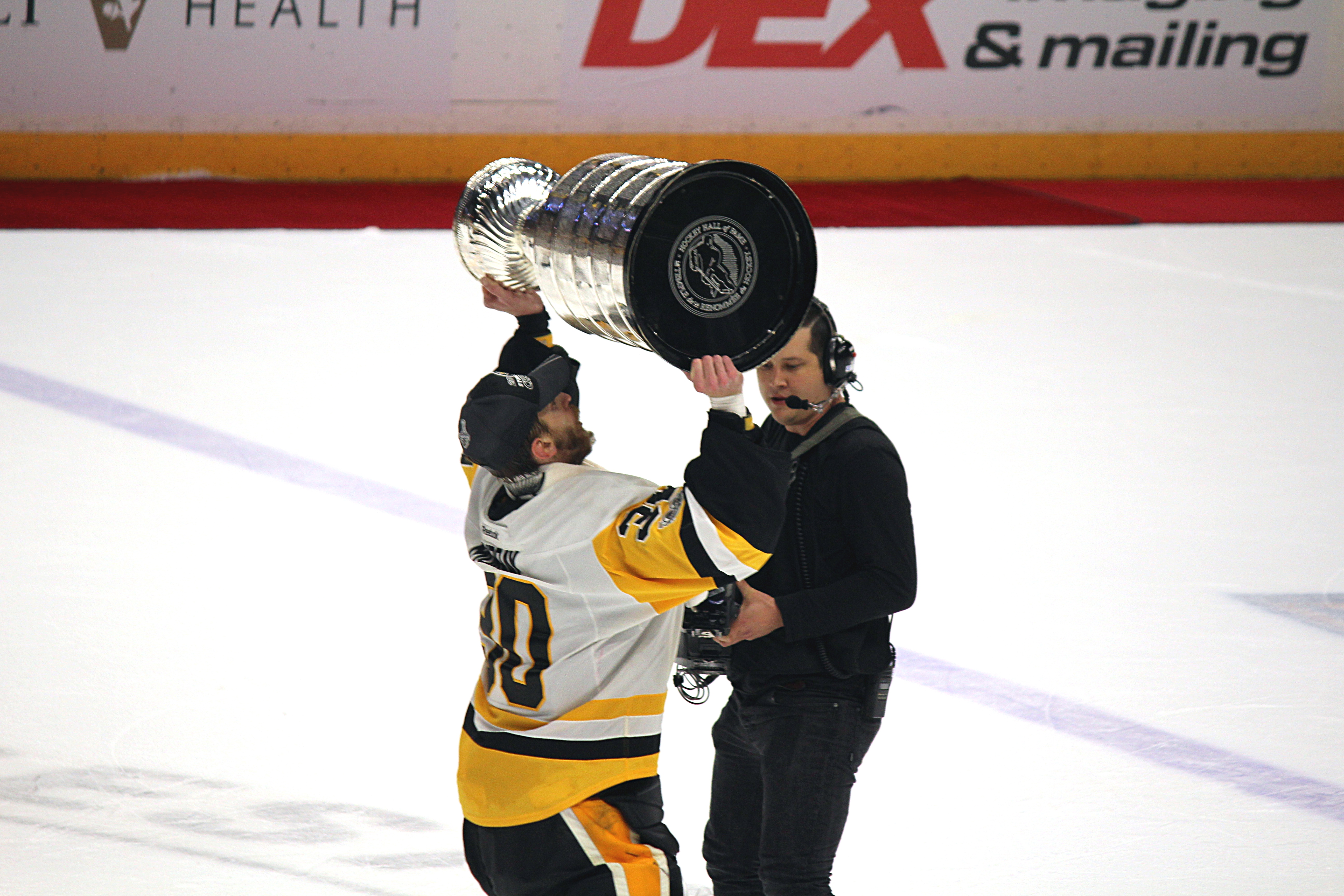
Murray soulève la coupe Stanley.

Murray est blessé lors du démarrage de la saison 2016-2017, une main cassé lors de sa sélection en équipe nationale. Dès son retour, il récupère son statut de premier gardien face au vétéran Marc-André Fleury, enregistrant 32 victoires et un pourcentage de 92,3 %. Il termine la saison régulière dans le top 10 de la LNH en nombre de victoires, pourcentage d'arrêts et blanchissages. Murray termine quatrième dans le vote de Recrue de l'année et est sélectionné dans l'équipe étoiles des recrus et l'équipe étoiles des séries éliminatoires 2017. 
Lors de l'échauffement du match 1 du premier tour des séries, contre les Blue Jackets de Columbus, Murray se blesse et Fleury prend le départ. Il participe à son premier match lors du match 3 de la finale de conférence Est contre les Sénateurs d'Ottawa après que Fleury soit sorti du match. Il enregistre un blanchissage deux matchs plus tard, dans une victoire 7 à 0 . 
Murray est le gardien partant pour les matchs 1 et 2 de la finale  contre les Predators de Nashville. Malgré deux solides matchs, son jeu faibli lors des matchs 3 et 4  laissant les journalistes spéculer sur le gardien partant lors du match 5. Sullivan lui fait confiance, et il continue pour le match 5 , arrêtant 24 tirs dans un blanchissage 6 à 0 . Il réalise 27 arrêts lors du match 6, blanchissant à nouveau les prédateurs dans une victoire 2 à 0 et remportant sa deuxième coupe Stanley . 
Pendant la saison 2017-2018, Murray souffre de sa deuxième commotion cérébrale durant un entrainement. Le 26 février, il reçoit un tir en pleine tête du défenseur Olli Maatta et est mis au repos . Il avait déjà souffert d'une commotion lors de la saison 2015-2016, loupant deux matchs . Il revient de blessure le 20 mars 2018 contre les Islanders de New York . 

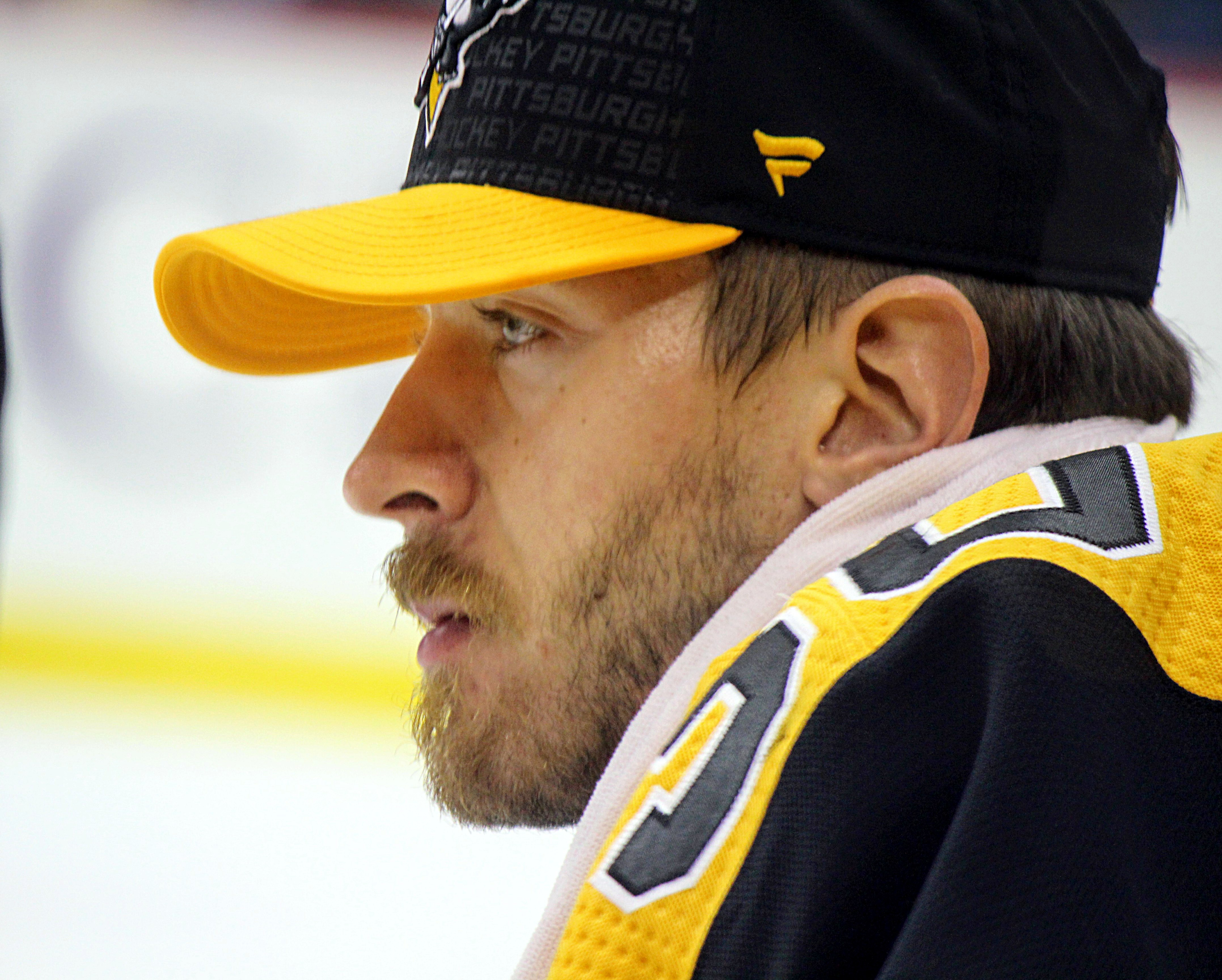

Murray enregistre le record de la franchise du plus long nombre de minutes sans buts en séries éliminatoires, avec 225 min 49 s, démarrant lors du match 4 de la finale de la coupe Stanley 2017 et terminant lors du premier tour des séries 2018, contre les Flyers de Philadelphie . Le 18 avril 2018, Murray devient le gardien à atteindre le plus rapidement 25 victoires de séries éliminatoires en LNH . Le 23 avril, il est nommé pour le trophée King-Clancy qui récompense les joueurs avec les meilleurs qualités de meneur et d'implication auprès de la communauté . Malgré ses efforts, Pittsburgh est éjecté des séries par les Capitals de Washington au second tour. 
Au démarrage de la saison 2018-2019, après seulement deux matchs, Murray est à nouveau diagnostiqué avec une commotion à la suite de l'entrainement du 8 octobre . Il revient dans l'alignement le 13 octobre, en remplacement de Casey DeSmith , seulement pour être placé en réserve des blessés dès novembre pour une blessure au bas du corps .
Le 7 octobre 2020, il est échangé aux Sénateurs d'Ottawa en retour de l'attaquant Jonathan Gruden et d'un choix de 2e ronde au repêchage de 2020.
Après avoir disputé 47 matchs de saison régulière avec Ottawa, il est transigé aux Maple Leafs de Toronto avec un choix de 3e ronde en 2023 et un choix de 7e tour en 2024 contre des considérations futures, le 11 juillet 2022.  Dans cette transaction, les Sénateurs assument 25% du salaire du cerbère et ce, jusqu'à la fin de son contrat.
Il perd le premier match de la saison 2022-2023 contre les Canadiens de Montréal par la marque de 4 à 3. Puis il se blesse au muscle adducteur durant une séance d'entraînement et doit s'absenter pour une durée d'environ un mois.

### Carrière internationale
Il représente l'équipe nationale du Canada lors des championnats du monde des moins de 18 ans en 2012, remportant une médaille de bronze. Il est sélectionné dans l'équipe Amérique du Nord lors de la coupe du monde de 2016, comme gardien partant . Le 19 septembre, il se casse la main contre la Russie mais n'est diagnostiqué que plusieurs jours après  ce qui retardera le démarrage de sa saison avec les Penguins. 

## Statistiques

### Statistiques en club
| Saison     | Équipe                            | Ligue      |     | Saison régulière | Saison régulière | Saison régulière | Saison régulière | Saison régulière | Saison régulière | Saison régulière | Saison régulière | Saison régulière | Saison régulière |    | Séries éliminatoires | Séries éliminatoires | Séries éliminatoires | Séries éliminatoires | Séries éliminatoires | Séries éliminatoires | Séries éliminatoires | Séries éliminatoires | Séries éliminatoires |
| Saison     | Équipe                            | Ligue      | PJ  | V                | D                | Pr/N             | Min              | BC               | Moy              | % Arr            | Bl               | Pun              | PJ               | V  | D                    | Min                  | BC                   | Moy                  | % Arr                | Bl                   | Pun                  |                      |                      |
| 2007-2008  | Kings Bantam de Thunder Bay       | AAA bantam | 32  |                  |                  |                  |                  |                  | 5,92             | 87               |                  |                  |                  |    |                      |                      |                      |                      |                      |                      |                      |                      |                      |
| 2008-2009  | Kings Bantam de Thunder Bay       | AAA bantam | 29  |                  |                  |                  |                  |                  | 2,84             |                  |                  |                  |                  |    |                      |                      |                      |                      |                      |                      |                      |                      |                      |
| 2009-2010  | Kings Midget de Thunder Bay       | AAA Midget | 40  | 32               | 5                | 0                | 1 975            | 75               | 1,71             |                  | 6                |                  |                  |    |                      |                      |                      |                      |                      |                      |                      |                      |                      |
| 2010-2011  | Kings Midget de Thunder Bay       | AAA Midget | 28  |                  |                  |                  |                  |                  | 3,79             | 88,7             |                  |                  | 3                |    |                      |                      |                      | 2,67                 |                      |                      |                      |                      |                      |
| 2010-2011  | Greyhounds de Sault-Sainte-Marie  | LHO        | 28  | 8                | 11               | 3                | 1 377            | 87               | 3,79             | 88,7             | 1                | 0                | -                | -  | -                    | -                    | -                    | -                    | -                    | -                    | -                    |                      |                      |
| 2011-2012  | Greyhounds de Sault-Sainte-Marie  | LHO        | 36  | 13               | 19               | 1                | 1 912            | 130              | 4,08             | 87,6             | 0                | 0                | -                | -  | -                    | -                    | -                    | -                    | -                    | -                    | -                    |                      |                      |
| 2012-2013  | Greyhounds de Sault-Sainte-Marie  | LHO        | 53  | 26               | 19               | 4                | 2 910            | 178              | 3,67             | 89,4             | 1                | 2                | 9                | 4  | 5                    | 547                  | 24                   | 2,63                 | 91,5                 | 1                    | 0                    |                      |                      |
| 2013-2014  | Greyhounds de Sault-Sainte-Marie  | LHO        | 49  | 32               | 11               | 6                | 2 984            | 128              | 2,57             | 92,1             | 6                | 0                | 6                | 2  | 4                    | 381                  | 17                   | 2,67                 | 91                   | 1                    | 0                    |                      |                      |
| 2013-2014  | Penguins de Wilkes-Barre/Scranton | LAH        | 1   | 0                | 1                | 0                | 60               | 2                | 2                | 92               | 0                | 0                | 1                | 0  | 0                    | 20                   | 0                    | 0                    | 100                  | 0                    | 0                    |                      |                      |
| 2014-2015  | Penguins de Wilkes-Barre/Scranton | LAH        | 40  | 25               | 10               | 4                | 2 321            | 61               | 1,58             | 94,1             | 12               | 2                | 8                | 4  | 4                    | 456                  | 18                   | 2,37                 | 92,3                 | 1                    | 0                    |                      |                      |
| 2015-2016  | Penguins de Wilkes-Barre/Scranton | LAH        | 31  | 20               | 9                | 1                | 1 827            | 64               | 2,1              | 93,1             | 4                | 2                | -                | -  | -                    | -                    | -                    | -                    | -                    | -                    | -                    |                      |                      |
| 2015-2016  | Penguins de Pittsburgh            | LNH        | 13  | 9                | 2                | 1                | 749              | 25               | 2                | 93               | 1                | 0                | 21               | 15 | 6                    | 1 267                | 44                   | 2,08                 | 92,3                 | 1                    | 4                    |                      |                      |
| 2016-2017  | Penguins de Pittsburgh            | LNH        | 49  | 32               | 10               | 4                | 2 766            | 111              | 2,41             | 92,3             | 4                | 0                | 11               | 7  | 3                    | 669                  | 19                   | 1,7                  | 93,7                 | 3                    | 0                    |                      |                      |
| 2017-2018  | Penguins de Pittsburgh            | LNH        | 49  | 27               | 16               | 3                | 2 733            | 133              | 2,92             | 90,7             | 1                | 2                | 12               | 6  | 6                    | 716                  | 29                   | 2,43                 | 90,8                 | 2                    | 0                    |                      |                      |
| 2018-2019  | Penguins de Pittsburgh            | LNH        | 50  | 29               | 14               | 6                | 2 881            | 129              | 2,69             | 91,9             | 4                | 4                | 4                | 0  | 4                    | 239                  | 12                   | 3,01                 | 90,6                 | 0                    | 0                    |                      |                      |
| 2019-2020  | Penguins de Pittsburgh            | LNH        | 38  | 20               | 11               | 5                | 2 238            | 107              | 2,87             | 89,9             | 1                | 2                | 3                | 1  | 1                    | 192                  | 8                    | 2,5                  | 91,4                 | 0                    | 0                    |                      |                      |
| 2020-2021  | Sénateurs d'Ottawa                | LNH        | 27  | 10               | 13               | 1                | 1 404            | 79               | 3,38             | 89,3             | 2                | 2                | -                | -  | -                    | -                    | -                    | -                    | -                    | -                    | -                    |                      |                      |
| 2021-2022  | Sénateurs d'Ottawa                | LNH        | 20  | 5                | 12               | 2                |                  |                  | 3,05             | 90,6             | 1                |                  | -                | -  | -                    | -                    | -                    | -                    | -                    | -                    | -                    |                      |                      |
| 2021-2022  | Senators de Belleville            | LAH        | 2   | 1                | 1                | 0                |                  |                  | 2,55             | 91,8             | 0                |                  | -                | -  | -                    | -                    | -                    | -                    | -                    | -                    | -                    |                      |                      |
| 2022-2023  | Maple Leafs de Toronto            | LNH        | 26  | 14               | 8                | 2                |                  |                  | 3,01             | 90,3             | 1                |                  | -                | -  | -                    | -                    | -                    | -                    | -                    | -                    | -                    |                      |                      |
| Totaux LNH | Totaux LNH                        | Totaux LNH | 226 | 127              | 66               | 20               | 12 770           | 584              | 2,74             | 91,2             | 13               | 10               | 51               | 29 | 21                   | 3 082                | 112                  | 2,18                 | 92,1                 | 6                    | 4                    |                      |                      |

### Statistiques en équipe nationale
| Année | Équipe           | Compétition                  |   | PJ | V | D | Pr/N | Min | BC   | Moy  | % Arr | Bl | Pun                |  | Résultat |
| 2012  | Canada - 18 ans  | Championnat du monde -18 ans | 7 | 4  | 3 | 0 | 421  | 19  | 2,72 | 92   | 0     |    | Médaille de bronze |  |          |
| 2016  | Amérique du Nord | Coupe du monde               | 2 | 1  | 1 | 0 | 95   | 5   | 3,16 | 86,6 | 0     |    | Cinquième          |  |          |
| 2019  | Canada           | Championnat du monde         | 7 | 5  | 2 | 0 |      |     | 2,01 | 92,6 | 1     |    | Médaille d'argent  |  |          |

## Trophées et honneurs personnels

### Ligue de hockey de l'Ontario
- 2014 : nommé dans la deuxième équipe d'étoiles [40]

### Ligue américaine de hockey
- 2014-2015 : 
  - nommé dans la première équipe d'étoiles pour les joueurs recrus[9]
  - nommé dans la première équipe d'étoiles[10]
  - termine avec la meilleure moyenne de buts alloués par match (1,58)[41]
  - termine avec le meilleur pourcentage d'arrêts (94,1)[41]
  - remporte le trophée Dudley-« Red »-Garrett pour la meilleure recrue[6]
  - remporte le trophée Aldege-« Baz »-Bastien pour le meilleur gardien[7]
  - remporte le trophée Harry-« Hap »-Holmes pour les gardiens de l'équipe avec le moins de buts alloués[8]

### Ligue nationale de hockey
- 2015-2016 : remporte la coupe Stanley avec les Penguins de Pittsburgh (1)
- 2016-2017 : 
  - remporte la coupe Stanley avec les Penguins de Pittsburgh (2)
  - nommé dans l'équipe d'étoiles pour les joueurs recrus[42] et l'équipe étoiles des séries éliminatoires 2017
  - premier gardien à obtenir deux coupes Stanley en ayant le statut de recrue
- 2017-2018 : le gardien à atteindre le plus rapidement 25 victoires de séries éliminatoires en LNH[28]

### Penguins de Pittsburgh
- Murray enregistre le record de la franchise du plus long nombre de minutes sans buts en séries éliminatoires, avec 225 min 49 s.